# Jesús Castro Marte
Jesús Castro Marte (Guerra, República Dominicana, 18 de março de 1966) é um ministro dominicano e bispo católico romano de Nuestra Señora de la Altagracia en Higüey.
Jesús Castro Marte recebeu o Sacramento da Ordem em 13 de junho de 1995.
Em 1º de julho de 2017, o Papa Francisco o nomeou Bispo Titular de Giufi e Bispo Auxiliar de Santo Domingo. O Arcebispo de Santo Domingo, Francisco Ozoria Acosta, o consagrou, assim como Faustino Burgos Brisman CM e Ramón Benito Ángeles Fernández, em 26 de agosto do mesmo ano; Os co-consagradores foram o Bispo Emérito de Barahona, Rafael Leónidas Felipe y Núñez, e o Bispo de Barahona, Andrés Napoleón Romero Cárdenas.
O Papa Francisco o nomeou bispo de Nuestra Señora de la Altagracia en Higüey em 30 de maio de 2020. A posse ocorreu em 28 de julho do mesmo ano.